# Glossotrophia natalensis
Glossotrophia natalensis är en fjärilsart som beskrevs av Louis Beethoven Prout 1915. Glossotrophia natalensis ingår i släktet Glossotrophia och familjen mätare. Inga underarter finns listade i Catalogue of Life.